# Scaptodrosophila vazrae
Scaptodrosophila vazrae är en tvåvingeart som först beskrevs av Kumar och Gupta 1993.  Scaptodrosophila vazrae ingår i släktet Scaptodrosophila och familjen daggflugor. Inga underarter finns listade i Catalogue of Life.